# The Sunday Times

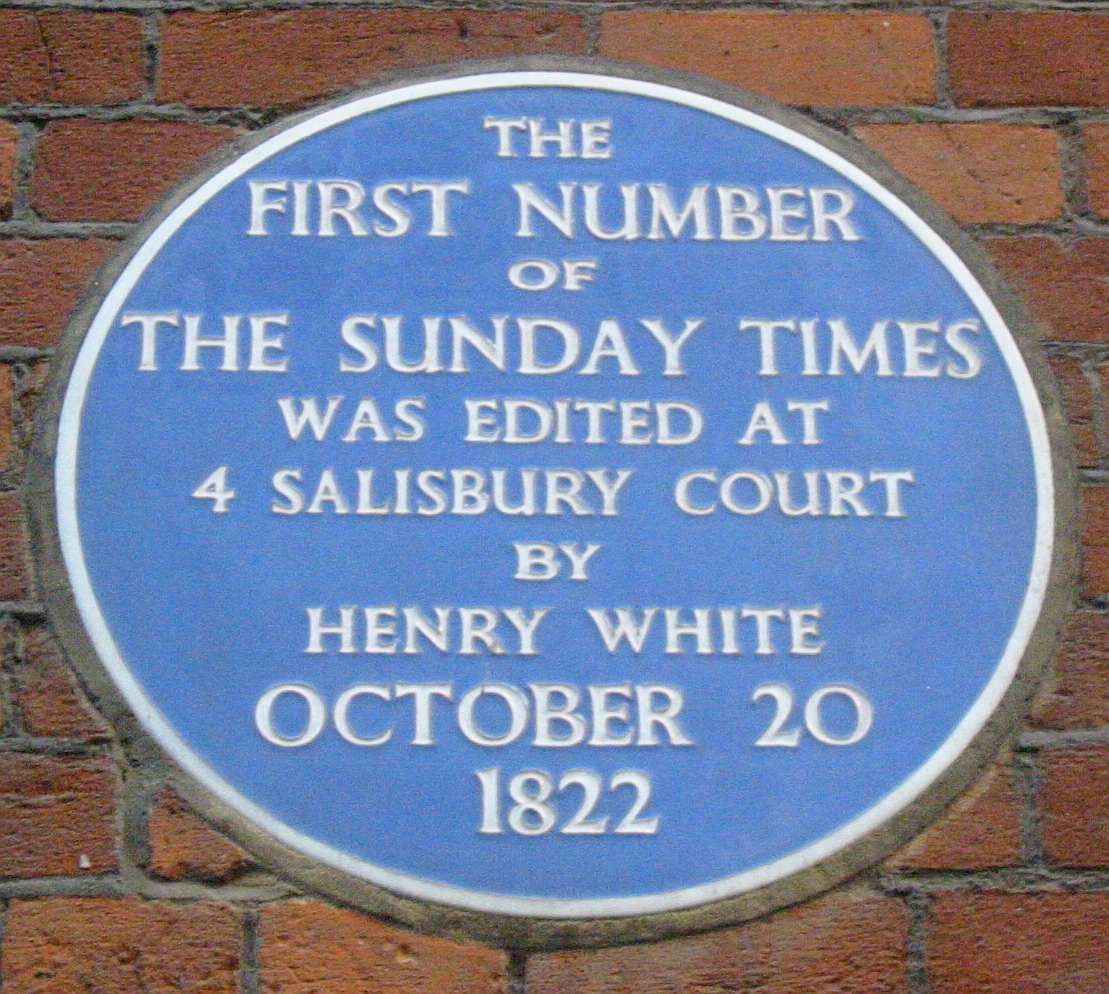
Niebieska tablica na londyńskim domu, gdzie zredagowane zostało pierwsze wydanie „The Sunday Times”

The Sunday Times – brytyjski tygodnik o profilu społeczno-politycznym, ukazujący się w niedziele, wydawany przez News UK (część News Corp), siostrzana gazeta dziennika „The Times”.
Gazeta wydawana jest w formacie broadsheet i prezentuje umiarkowanie konserwatywne poglądy.

## Historia
Gazeta po raz pierwszy ukazała się w 1821 roku, początkowo pod nazwą „New Observer”, wkrótce zmienioną na „The Independent Observer”. W 1822 roku przyjęła obecną nazwę.
W 1915 roku w obliczu spadającego czytelnictwa „The Sunday Times” zakupiony został przez braci Williama i Gomera Berry. W 1959 roku nowym właścicielem tygodnika został Roy Thomson, który w 1967 roku nabył także dziennik „The Times”. Obie gazety (uprzednio niezwiązane ze sobą) wydawane były odtąd przez nowo utworzoną spółkę Times Newspapers Ltd., choć zachowały (do dziś) odrębne zespoły redaktorskie.
W lutym 1962 roku „The Sunday Times”, jako pierwsza gazeta w Wielkiej Brytanii, wydana została wraz z drukowanym w kolorze dodatkiem w formie magazynu.
W 1982 roku Times Newspapers Ltd. został przejęty przez należącą do Ruperta Murdocha News Corporation (od 2013 News Corp).

## Nakład i czytelnictwo
Średni nakład w kwietniu 2016 roku wyniósł 797 280 egzemplarzy. We wrześniu 2014 roku nakład „The Sunday Times” (812 262) przewyższał łączny nakład trzech głównych konkurentów gazety – „Sunday Telegraph”, „The Observer” i „The Independent on Sunday”.
Średni poziom czytelnictwa wydania papierowego w okresie od połowy marca do połowy kwietnia 2016 roku wynosił około 2 mln osób. Blisko połowa (48,3%) czytelników należała do grupy wiekowej 55 lat i więcej. 60,5% czytelników zajmowało stanowiska kierownicze, zarządzające lub wykonywało zawody profesjonalne wyższego lub średniego szczebla.